# Михайло-Олександрівка
Миха́йло-Олександрівка — село Березівської міської громади у Березівському районі Одеської області в Україні. Населення становить 593 осіб.

## Історія
Одне з найстаріших сіл району. Засновано воно десь на зорі XIX століття і спочатку носило назву Техталово за іменем поміщика Техтула, корінного прусака, який одержав сотні десятин родючої української землі в дар від російської імператриці Катерини II.
- Бундючного розбещеного кріпосника Техтула замінив Їжицький, який у ставленні до кріпосних селян виявився ще гіршим, ніж його попередник. Це він за десяток породистих гончих собак виміняв сім сімей кріпаків з Лебедина — містечка в Чернігівській області. Змінювалися пани — Техтули, Їжицькі, Ренци, — а селянам не було полегкості. Від зорі до зорі гнули вони спини на безмежних панських ланах, у поті чола заробляючи на прожиття гіркий шматок хліба. З їх підсліпуватих халуп не вилазили злидні. Тільки й веселішав селянин, коли топив своє горе в чарці горілки, купленої втридорога у шинкаря. Шинків у селі — хоч відбивай, а школи не було.
- Лише незадовго перед першою російською революцією в М-Олександрівці відкрили початкову школу. Але що за школа — одна назва. Функціонувала вона…три місяці на рік в приміщенні, що нагадувало сарай «педагогічний колектив» її складався з малограмотного вчителя і попа з Сиротинської церкви. Останній відвідував школу 2-3 рази на місяць, щоб перевірити, чи твердо засвоїли «хлопські сини» «Отче наш» та інші молитви. Та й початкову школу не всім дітям селян вдавалося закінчити. Батьки відривали їх від навчання і посилали в найми до багатіїв.
- З кожним роком зростало населення Михайло-Олександрівки, все більше дробилися селянські наділи землі. Селяни десятками кидали свої мізерні клаптики, які не могли прохарчувати власника, й інші йшли батракувати.

Під час Голодомору 1932—1933 років помер щонайменше 1 житель села.
Під час Другої світової війни в лавах Червоної Армії воювали брати Федір і Гаврило Чумаченки, Андрій і Микола Павлови, Іван і Олександр Лопатинські та інші колгоспники. В самому селі на період окупації діяла підпільна партизанська група у складі 12 чоловік.
У березні 1944 року Михайло-Олександрівку знову зайняли радянські війська. Знову почали набиратися сили колгоспів «Нове життя» і «Червона Україна» Особливо гарних результатів вони досягли, коли об'єдналися в одне укрупнене господарство. В 1957 р., прийнявши до себе колгосп ім.. Криворучка, ця сільгоспартіль дістала назву імені Суворова, а весною того ж року стала комплексною бригадою укрупненого колгоспу ім. Кірова.
Великі зміни сталися в Михайло-Олександрівці за останні роки 50-х років. Село, центральна вулиця якого простягалася майже на чотири кілометри, розрослося майже до невпізнання. Все менше залишалося низеньких землянок з підсліпуватими віконцями, на їх місці виростали добротні будинки, вкриті черепицею, шифером, жерстю і очеретом.
На ряду з розвитком будівництва, розвивався і сільськогосподарський промисел. Розширилося тваринницьке містечко. Небачені кошти вкладали в будівництво нових тваринницьких приміщень (близько трьох мільйонів карбованців).
В грудні 1957 року до ладу стала нова електростанція. Лампочки Ілліча засіяли в будинках колгоспників, в адміністративних та тваринницьких приміщеннях. Центральна вулиця також була повністю освітлена 60 великими електролампами. Значно зростав і культурний розвиток трудівників колгоспного села. В селі функціонував сільський клуб, бібліотека.
Колишній орган місцевого самоврядування — Михайло-Олександрівська сільська рада.

## Населення
Згідно з переписом 1989 року населення села становило 542 особи, з яких 251 чоловік та 291 жінка.
За переписом населення 2001 року в селі мешкали 593 особи.

### Мова
Розподіл населення за рідною мовою за даними перепису 2001 року:
| Мова       | Чисельність | Відсоток |
| ---------- | ----------- | -------- |
| українська | 565         | 95,28%   |
| російська  | 25          | 4,21%    |
| гагаузька  | 2           | 0,34%    |
| румунська  | 1           | 0,17%    |
| Усього     | 592         | 100%     |